# Maximilian Weigel
Maximilian Weigel (* 18. Januar 1881 in Geyer; † 14. November 1953) war ein deutscher Jurist, Politiker (DDP, LDPD) und Mundartdichter des Erzgebirges.

## Leben
Weigel besuchte zunächst eine Bürgerschule und anschließend ein Gymnasium. Nach dem Abitur studierte er in Lausanne und Leipzig Rechtswissenschaften. 1909 promovierte er bei Heinrich Triepel als Doktorvater an der Universität Tübingen mit der Dissertation Die Lehre von der parlamentarischen Disziplin in rechtsvergleichender Darstellung zum Dr. sc. pol. Zu diesem Zeitpunkt war er als Referendar in Annaberg im Erzgebirge tätig, wo er sich ab 1910 als Rechtsanwalt und Notar niederließ. 
Schon während des Studiums trat Weigel 1906 in die Nationalliberale Partei ein, deren Mitglied er bis zu ihrer  Auflösung 1918 blieb. Von 1919 bis 1933 gehörte er der Deutschen Demokratischen Partei an. Für diese Partei gehörte er als Vertreter des 3. Wahlkreises während der zweiten Wahlperiode 1922–1926 dem Sächsischen Landtag an.
Daneben betätigte er sich ab 1925 in der Kommunalpolitik als Stadtverordneter von Annaberg, die er ab 1928 als Vorsteher leitete. Als solcher gehörte er als gewähltes Mitglied dem Bezirksausschuss der Amtshauptmannschaft Annaberg an. Nach dem Zweiten Weltkrieg trat er in die LDPD ein und war für diese ab Juli 1945 stellvertretender Vorsitzender des Antifaschistischen Arbeitsausschusses im Kreis Annaberg und während der ersten Wahlperiode von 1946 bis 1950 wiederum Landtagsabgeordneter. Zudem leitete er von 1945 bis 1952 den LDPD-Kreisverband Annaberg und war als solcher einem aggressiven Vorgehen der SED und der sowjetischen Kreiskommandantur gegen seine Partei ausgesetzt. Ab dem 30. September 1946 war er Alterspräsident der Gemeindevertretung von Annaberg-Buchholz. Ende 1949 zog er sich aus angeblich gesundheitlichen Gründen aus dem Gremium und 1952 schließlich völlig aus der politischen Betätigung zurück.
Weigel publizierte einige Bücher mit Kurzgeschichten in erzgebirgischer Mundart, die er teils selbst verlegte. 

## Werke
- Arzgebärgsche Orchenale, 2. Aufl., Schwarzenberg/Sa. 1935
- „Huhnackete Brieder“. Erzgebirgische Geschichten, 1937
- Rasselbande, Buchholz/Sa. 1936
- Heitere Erzgebirgsgeschichten, Annaberg o. J.
- Schindludergunge. Fünfter Band heiterer Erzgebirgsgeschichten, Annaberg 1937
- Vun altn Schrut un Korn. Erzählungen in erzgebirgischer Mundart, Olbernhau o. J.